# Georgina Harding
Georgina Harding (geboren 11. Juni 1955 in  Shrewsbury) ist eine britische Schriftstellerin.

## Leben
Harding studierte an der University of Sussex (B.A.). Sie heiratete David Lewis, sie haben ein Kind. Harding reiste 1988 in der Endphase des Ceausescu Regimes durch Rumänien und veröffentlichte darüber ein Buch. Es folgte ein Reisebericht zu Fischern an der Koromandelküste in Indien.
Ihr erster Roman The Solitude of Thomas Cave erschien 2006. Hardings Roman Painter of Silence kam 2012 auf die Shortlist des Orange Prize for Fiction.
Sie lebt und arbeitet in London und auf einer Farm im Stour Valley in Essex.

## Werke (Auswahl)
- In Another Europe: A Journey To Romania. London : Hodder & Stoughton, 1990
- Tranquebar: A Season in South India. London : Hodder & Stoughton, 1993
- The Solitude of Thomas Cave. Roman. 2006
  - Die Einsamkeit des Thomas Cave. Übersetzung Beatrice Howeg. Berlin : Bloomsbury Berlin, 2007 ISBN 978-3-8270-0725-4
- The Spy Game. Roman. 2009
  - Spiel der Spione. Übersetzung Beatrice Howeg. Berlin : Bloomsbury Berlin, 2009 ISBN 978-3-8270-0828-2
- Painter of Silence. Roman. 2012
- Land of the Living. Roman. Bloomsbury, 2018